# Timbropresse
Timbropresse est un éditeur philatélique français créé en 1984 par George Bartoli. Son siège se trouve à Paris.
Il a créé les magazines Timbroscopie en 1984 et Timbroloisirs en 1989 pour concurrencer les deux principales revues alors : l'Écho de la timbrologie et le Monde des philatélistes. En avril 2000, il fusionne ses magazines avec le Monde des philatélistes du groupe Le Monde pour créer Timbres magazine. Lors de grandes manifestations philatéliques en Asie, il publie également un magazine en anglais et en chinois, Stamp Chronicle.
Il édite des ouvrages philatéliques : catalogues de flammes postales, ouvrages spécialisés, histoire postale, ainsi que quelques romans policiers où le timbre-poste tient une place particulière, etc.
Depuis 2003, les actionnaires de Timbropresse sont Collectio Mundi (SARL de commerce philatélique fondée en août 2002 par Michel Melot et Gauthier Toulemonde), Le Monde SA et l'investisseur Participex.
À la suite de difficultés financières, la société est placée en redressement judiciaire le 4 mai 2020, et reprise par Yvert et Tellier, une autre société philatélique française.